# L'Homme foudroyé
L'Homme foudroyé est une œuvre autobiographique de Blaise Cendrars publiée en 1945 aux éditions Denoël.
Ce livre constitue le premier volume d'une tétralogie de mémoires qui se poursuivent avec La Main coupée en 1946, Bourlinguer en 1948 et Le Lotissement du ciel en 1949.

## Résumé
L'œuvre est composée de six histoires : une première nouvelle intitulée Dans le silence de la nuit raconte la mort qui rôde, l'attente, la fraternité au cours de la guerre de tranchées de la Première Guerre mondiale ; une deuxième, titrée Le Vieux Port, relate son séjour à Ensuès-la-Redonne en 1927 ; ces deux-là sont suivies de quatre Rhapsodies gitanes, récits nommés Le Fouet, Les Ours, La Grand'route et Les Couteaux, qui ont trait aux relations de l'auteur avec la famille d'un ami, Sawo, camarade de régiment gitan, et décrivent, de façon pour le moins pétulante et cocasse, leur monde de fiertés, de vendettas et de guerres claniques.
Le premier chapitre de la nouvelle Dans le silence de la nuit est la lettre que Blaise Cendrars adresse au romancier Édouard Peisson, le 21 août 1943, dans laquelle il explique les raisons qui le poussent à sortir du silence dans lequel il vit depuis trois ans.
Les récits parlent du journaliste et écrivain Gustave Le Rouge et du peintre Fernand Léger.

## Éditions
- Éditions Denoël, 1945, 383 p[1].
- Club français du livre, coll. Romans no 49, 1949, XXIV-389 p., préface de Henry Poulaille[2]
- Club des libraires de France, coll. Fiction no 70, 1958, 394 p[3].
- Éditions Denoël, 1960, 559 p., suivi de La Main coupée, préface de Henry Miller[4]
- coll. Le Livre de poche, no 535-536, 1960, 436 p., 17 cm[5]
- Club français du livre, 1970, tome 9 des Œuvres complètes, XXIV-392 p., préface de Henry Poulaille[2]
- Éditions Gallimard, coll. Folio no 467, 1973, 435 p.,  (ISBN 2-07-036467-4)[6]
- Éditions Denoël, 1980, tome 5 des Œuvres complètes, 554 p., suivi de La Main coupée, témoignages de Édouard Peisson, Maximilien Vox, Pierre-Jean Launay, Élisabeth Prévost[7]
- Éditions Denoël, coll. Tout autour d'aujourd'hui no 5, 2002, XXVIII-447 p., suivi de Le Sans-Nom, présentation et annotations de Claude Leroy,  (ISBN 2-7028-7964-0)[8]
- Éditions Gallimard, Bibliothèque de la Pléiade no 589, 2013, tome 1 des Œuvres autobiographiques complètes, 974 p., précédé de Sous le signe de François Villon et suivi de La Main coupée,  (ISBN 978-2-07-011391-0)[9]